# Matt Freeman
Matt Freeman, geboren als Roger Matthew Freeman (Berkeley (Californië), 14 juni 1966) is een Amerikaanse muzikant. Freeman staat bekend als de basgitarist van de punkbands Operation Ivy, Social Distortion en Rancid en als de frontman van Devils Brigade.

## Discografie

### Operation Ivy
- Hectic EP (1988)
- Energy (1989)

### Downfall
- They Don't Get Paid, They Don't Get Laid, but Boy Do They Work Hard! compilatie (1989)
- Very Small World compilation album (1991)
- Can of Pork compilation album (1992)

### MDC
- Millions of Dead Cops II (1991)

### The Gr'ups
- The Gr'ups (1992)
- Vinyl Retentive compilatie (1993)

### Rancid
- Rancid (1993)
- Let's Go (1994)
- ...And Out Come the Wolves (1995)
- Life Won't Wait (1998)
- Rancid (2000)
- BYO Split Series Volume III (2002)
- Indestructible (2003)
- B Sides and C Sides (2008)
- Let the Dominoes Fall (2009)

### Auntie Christ
- Life Could Be a Dream (1997)

### Devils Brigade
- Devils Brigade (2010)

- International Standard Name Identifier: 0000 0003 8593 6037
- MusicBrainz: dfb5e502-25a3-4ccc-94be-45da1642f689
- Nationale Bibliotheek van Tsjechië: xx0073501
- Virtual International Authority File: 302954927
- WorldCat: E39PBJgMC4cPRKP7MBKrKp4Qbd